# Вилхелмсхафен
Вилхелмсхафен (на немски: Wilhelmshaven) е град в Северна Германия, провинция Долна Саксония, пристанище на Северно море. Население 81 411 жители към 31 декември 2008 г.

## Спорт
Представителният футболен отбор на града се казва ШФ Вилхелмсхафен.

## Побратимени градове
- Виши, Франция